# Autobus articulé

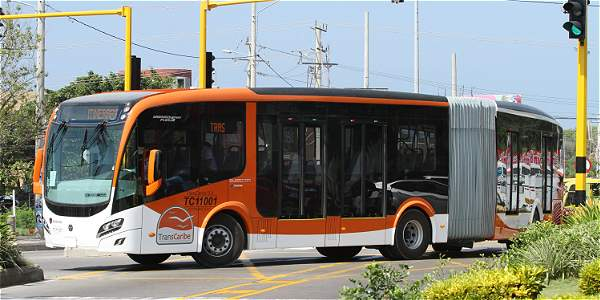
Transcaribe en Colombie à Carthagène des Indes

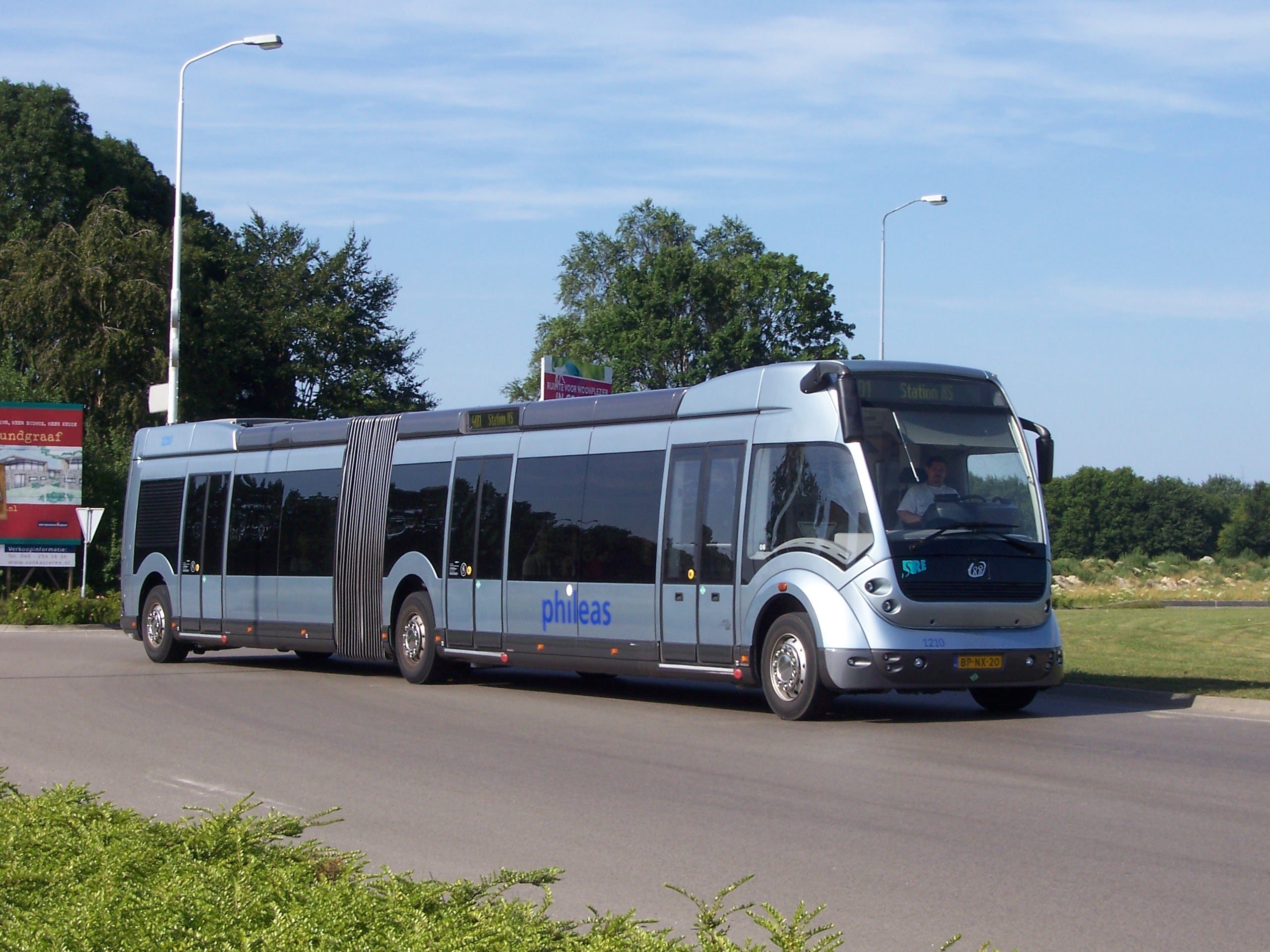
Le bus articulé Phileas

Un autobus articulé (également appelé bus accordéon) est un autobus constitué d'une ou plusieurs parties rigides reliées entre elles par un axe de pivotement. Cette disposition permet une plus grande capacité qu'un bus standard. Généralement de conception à un étage, sa longueur varie de 17 à 24,50 mètres en fonction du nombre de parties supplémentaires.

## Histoire
En ville, à cause des nombreux virages serrés que doivent réaliser les bus, l'augmentation de leur longueur reste très limitée. Ainsi pour suivre l'augmentation de la demande sur certaines lignes, sans augmenter le nombre de bus en circulation, des remorques pour passagers furent utilisées. Par la suite, avec le développements des bus articulés, les remorques furent abandonnées.

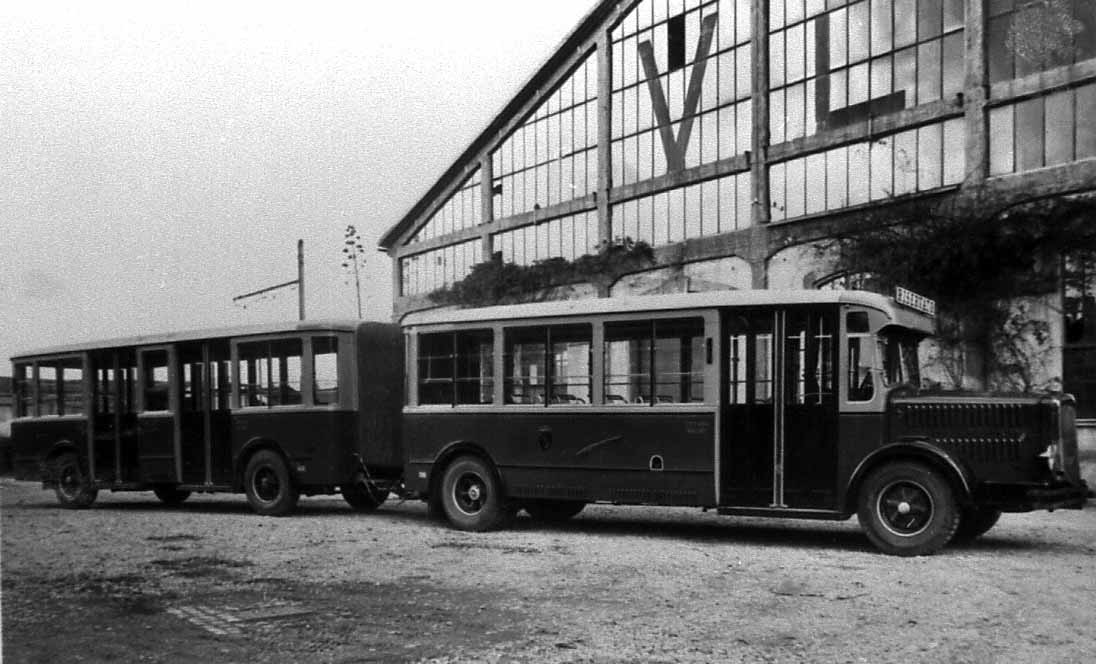
Alfa Romeo 85A avec remorque communicante carrosserie Macchi - ATAG Rome (1936)

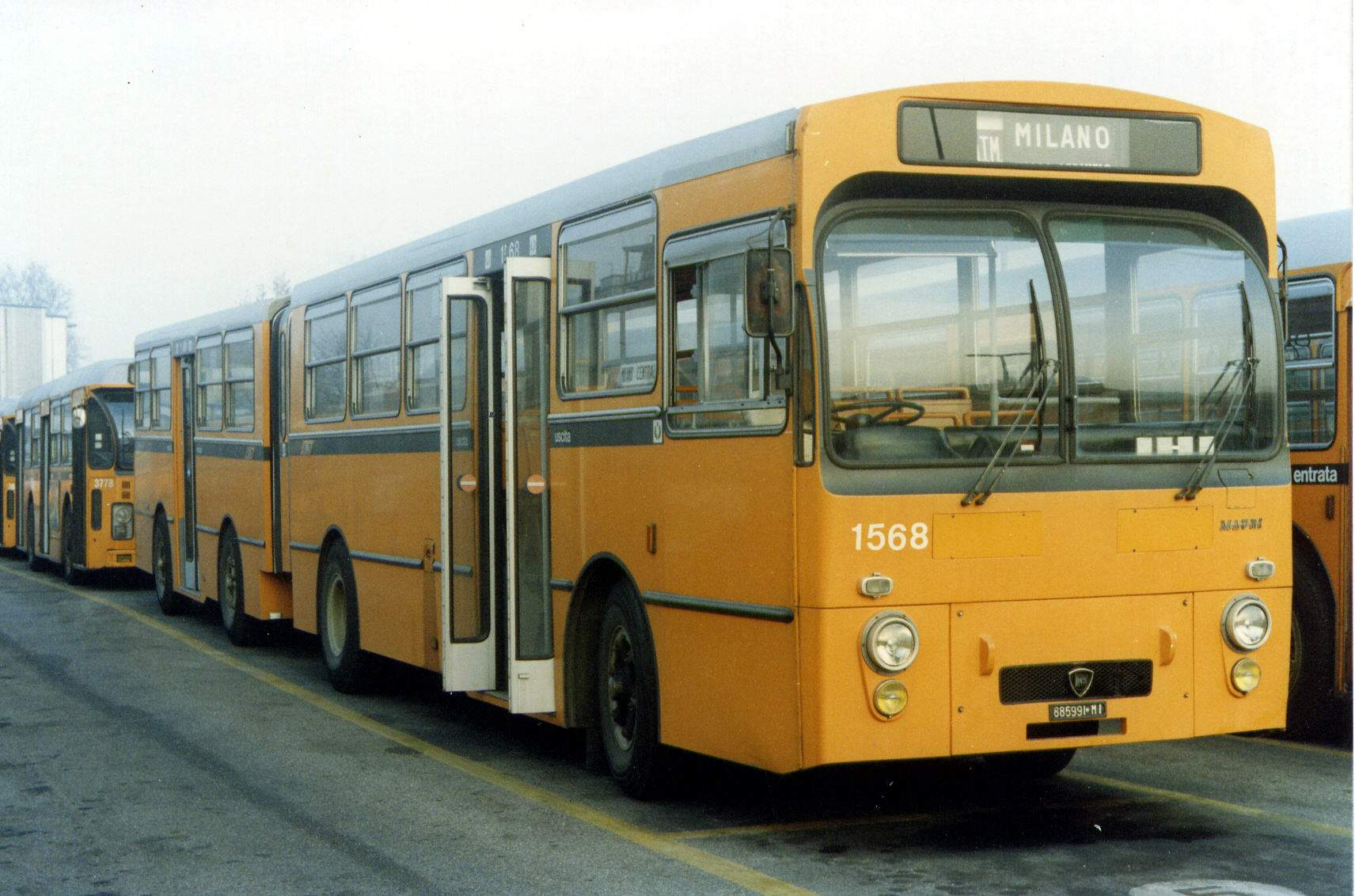
Autobus articulé avec remorque Lancia Esatau 703 carrosserie Mauri brevet Macchi (1957)

Les précurseurs des bus articulés d'aujourd'hui étaient des combinaisons de bus solo à deux ou trois essieux avec des remorques de bus à deux essieux. Semblables à un train de voyageurs sur la voie ferrée, ils étaient reliés les uns aux autres par un élément étroit de transition à soufflet protégé contre les intempéries, mais la remorque pouvait également être détachée. Le constructeur berlinois Gaubschat a présenté les premières esquisses de ce train omnibus à l'IAMA de Berlin de 1937. Le principe était basé sur un concept de la société italienne Macchi, dont Ambrogio Baratelli possédait le brevet.

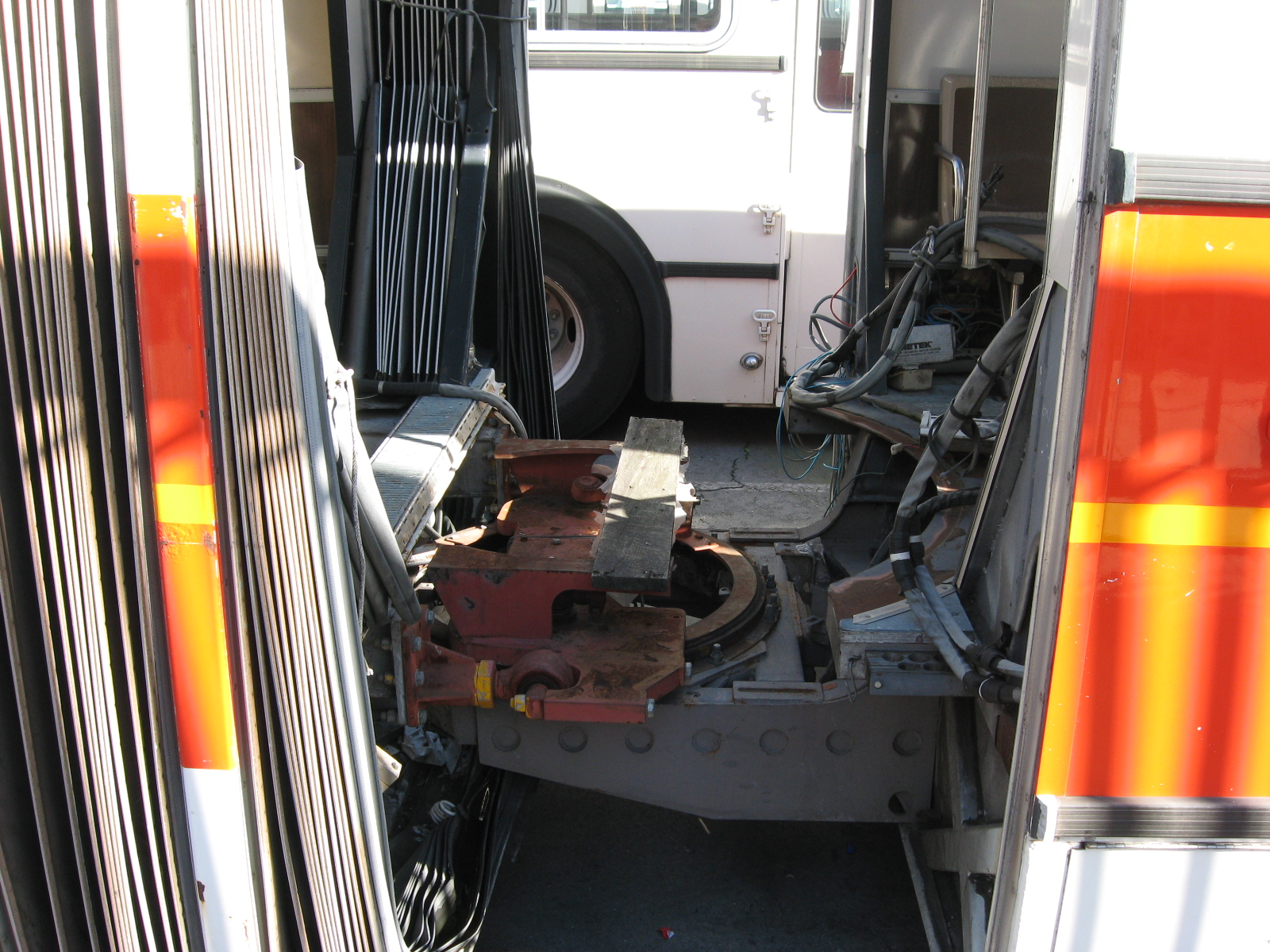
Mécanisme d'articulation

Les bus articulés peuvent être de configuration « pousseur » ou « tireur ». 
Très peu d'entreprises se sont spécialisées dans la fabrication de la section articulée des autobus.

## Avantages et inconvénients

### Avantages
Les principaux avantages d'un bus articulé par rapport au bus à impériale sont un embarquement et un débarquement simultanés rapides par des portes plus nombreuses et plus grandes, une capacité supérieure (94-120 contre 80-90), une stabilité accrue résultant d'un centre de gravité plus bas, zone frontale plus petite donnant moins de résistance à l'air, donc meilleur rendement énergétique, souvent un rayon de braquage plus petit, une vitesse de service plus élevée, une hauteur nettement inférieure permettant de circuler sur quasiment tous les itinéraires et ponts et une meilleure accessibilité pour les personnes handicapées et les personnes âgées.

### Inconvénients
Dans certaines circonstances d'exploitation urbaine, dans les villes d'histoire avec des rues étroites et des virages serrés, les autobus articulés peuvent aussi être impliqués dans plus d'accidents que les autobus conventionnels en raison de problèmes de visibilité et de longueur. Un autobus articulé est un véhicule long qui nécessite un conducteur spécialement formé, car les manœuvres, notamment la marche arrière, peuvent être difficiles. La section de la remorque d'un bus "tracteur" peut être soumise à des forces centripètes inhabituelles, que beaucoup de personnes peuvent trouver inconfortables, alors que ce ne n'est pas un problème avec les "pousseurs".

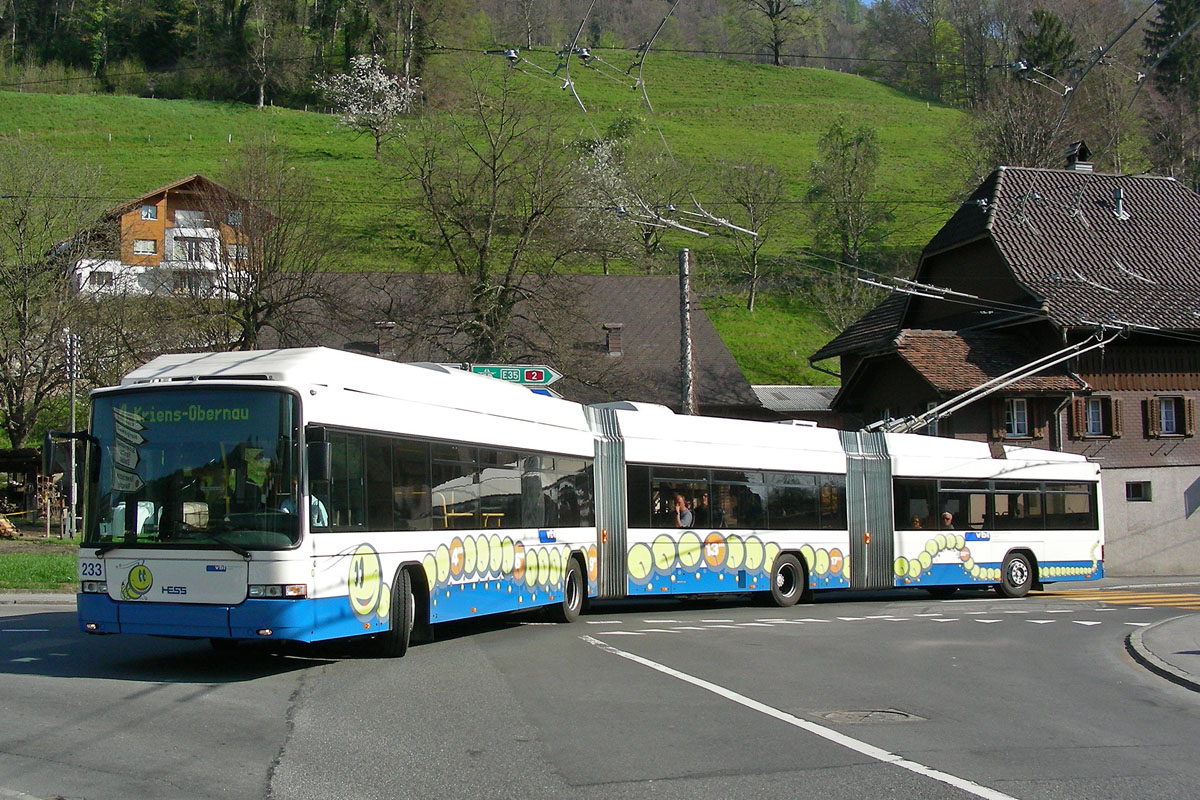
Un Hess lighTram, trolleybus bi-articulé du carrossier Hess

### Bus bi-articulé
Les bus bi-articulés sont composés de trois parties, assemblées par deux articulations. L'ajout d'une partie permet d'augmenter la capacité du véhicule par rapport à un autobus articulé classique. Leur longueur peut atteindre 24,50 m.
En France, dix exemplaires du Mégabus de Renault VI furent exploités sur le réseau urbain de Bordeaux de 1986 à 2004, année de mise en service du tramway. Le constructeur belge Van Hool produit des autobus bi-articulés, avec ses modèles AGG300 et ExquiCity,. Le constructeur suisse Hess produit des trolleybus bi-articulé Hess lighTram. En 2000, le Réseau STAN de Nancy et le réseau Twisto de Caen se dotent d'un Bombardier TVR qui est un tramway sur pneu ayant la capacité de se déplacer comme un bus et étant bi-articule. Il est produit en 49 exemplaires. Celui de Caen est remplacé depuis 2019 par un tramway fer Alstom. Celui de Nancy sera remplacé en 2025 par un trolleybus Hess LighTram 25 DC de la même longueur. Depuis septembre 2019, 22 exemplaires de bus bi-articulé long de 24 mètres ont été mis en service sur la Ligne 4 du Busway de Nantes.